# Adoración de los pastores (Josefa de Óbidos)
Adoración de los pastores es un óleo sobre lienzo de 1669 de la pintora lusoespañola Josefa de Óbidos sobre el tema de la adoración de los pastores, del ciclo de la Natividad de Jesús.

## Descripción
Fue pintado en 1669 y mide 150 cm de altura y 164 cm de ancho, procede de Santa María Magdalena (Alcobaça).
El centro de la composición se representa al niño en el pesebre,  siendo el foco de luz de la composición, con la comparecencia  de San José, la Virgen María y otros dos personajes, un hombre y una mujer  que le llevan las ofrendas, está coronado por dos ángeles que sostienen una cinta escrita, llamada filacteria, con la inscripción "DEO GLORIA ALTISSIMIS".
Además podemos observar diferentes animales: una canasta con huevos, un gallo y patos.

## Historia
El cuadro está incluido en el Museo Nacional de Arte Antiguo de Lisboa, en Portugal.